# Tyrone Branyan
Tyrone Branyan (* 21. November 1956) ist ein ehemaliger US-amerikanischer Basketballspieler.

## Laufbahn
Der zwei Meter messende Branyan lebte im US-Bundesstaat Texas, dann in Cushing (Bundesstaat Oklahoma), 1970 zog er nach Placentia in den Bundesstaat Kalifornien. Dort gehörte der Flügelspieler der Schulmannschaft der El Dorado High School an. Mit der Mannschaft gewann er 1974 und 1975 die kalifornische Meisterschaft. Danach spielte er am Cypress College (ebenfalls Kalifornien) sowie anschließend von 1977 bis 1979 an der University of Texas. In Texas war er in beiden Spielzeiten Leistungsträger, 1978/79 erzielte er starke 18,1 Punkte sowie 6,9 Rebounds je Begegnung, war damit in dieser Saison bester Korbschütze der Hochschulmannschaft. 1978 gewann er mit Texas das Einladungsturnier National Invitation Tournament.
Die San Antonio Spurs wählten ihm beim Draftverfahren der NBA im Jahr 1979 aus (siebte Runde, 146. Stelle), einen Vertrag erhielt Branyan in San Antonio aber nicht.
Er wurde vom deutschen Bundesligisten BSC Saturn Köln verpflichtet, spielte dort in der Saison 1979/80 unter seinem Landsmann Bruce Randall als Trainer und gewann mit den Kölnern 1980 den DBB-Pokal. In den beiden Endspielen des Pokalwettbewerbs gegen den MTV Gießen war Branyan mit 28 beziehungsweise 20 Punkten jeweils bester Kölner Korbschütze.
Branyan galt als Spieler, der zwar über vergleichsweise schlechte athletische Fähigkeiten verfügte, aber als Gewinnertyp beschrieben wurde. Er war zudem für eine außergewöhnliche Wurftechnik bekannt, bei der er den Ball beim Verlassen der Hände fast auf Brusthöhe hielt.
Er ging nach Cushing zurück und wurde dort als Geschäftsmann und Pferdezüchter tätig. 1995 wurde er in die Sportruhmeshalle des Cypress College und 2000 der El Dorado High School aufgenommen.